# El Aaiún
El-Aaiún ("El Ayun" eller "Laâyoune", arabisk: العيون) er en by i Vestsahara og navnet på en tidligere spansk koloni. Siden Marokkos besættelse af Vestsahara i 1976 er Laayoune hovedstad i den marokkanske Laâyoune-Boujdour-Sakia El Hamra-region. Sahrawi Republikken har også proklameret Laayoune som sin retlige hovedstad.

## Demografi
Byen har 262.791(2024) indbyggere og er den største by i Vestsahara. Det er et voksende økonomisk centrum i hvad Marokko anser for sine sydlige provinser. Befolkningen er en blanding af Marokkanere fra nord, samt Sahrawi fra Marokkansk sydsahara og indfødte fra Vestsahara.

## Etymologi
"El Aaiún" er en translitteration af det arabiske navn for byen (se artiklens indledning), som spanierne brugte. Det arabiske ord betyder "kilderne".
I det sydlige Tindouf, Algeriet, er der en Sahrawi flygtningelejr der hedder El-Aaiun, opkaldt efter byen.

## Status
FN-missionen for en folkeafstemning i Vestsahara, MINURSO, som administrerer den våbenhvile der blev indgået mellem Marokko og selvstændighedsbevægelsen Polisario i 1991, har sit hovedkvarter i byen.
Siden 2005 har der været stigende uro i form af demonstrationer for uafhængighed og frigivelse af politiske fanger, ligesom en række udenlandske journalister og menneskerettighedsdelegationer er blevet udvist, under anklage af de marokkanske myndigheder, for at anstifte til uroligheder.